# Joseph-François Le Malliaud de Kerharnos
Joseph-François Le Malliaud de Kerharnos (14 novembre 1753 à Locminé – 6 janvier 1830 à Vannes) est un avocat français entré en politique à la Révolution, député à la Convention nationale puis membre du Conseil des Cinq-Cents et au Corps législatif.

## Biographie
Fils d’Yves-Vincent Le Malliaud de Kerharnos, avocat, et de Julienne Corbel, il est avocat à Vannes avant la Révolution et est nommé, lors de la suppression des parlements (1789), membre de la cour supérieure qui les remplace provisoirement. Il est élu le 25 mai 1790, procureur général-syndic de son département. En cette qualité, il rédige un grand nombre de proclamations notamment celle du 18 février 1791, dans laquelle il s’efforce de concilier la constitution civile du clergé avec les devoirs les plus étroits du catholicisme romain. Le 30 août 1791, le département du Morbihan l’élit député à l’assemblée législative, le 2e sur 8, par 276 voix sur 390 votants. Membre du comité féodal, Le Malliaud demande le rétablissement de la loi des passeports, fait régler le 10 août 1792 le mode de rachat des droits casuels et se tient en correspondance suivie avec ses commettants qui, le 5 septembre 1792, l’envoyèrent siéger à la Convention, le 1er sur 6, par 301 voix sur 451 votants.
Dans le procès du roi, il répond au 2e appel nominal : « Nos pouvoirs sont illimités ; il faut épargner au peuple de nouvelles factions. Je dis non. » Et au 3e appel : « J’ai pensé que l’existence honteuse de Louis était moins dangereuse que sa mort. Je vote pour la réclusion provisoire et le bannissement à la paix. » Envoyé en mars 1793 en mission avec Jacques Guermeur dans le Morbihan et le Finistère, il s'emporte contre les nobles et les prêtres « également féroces et sanguinaires », fait arrêter nombre de suspects parmi lesquels les servantes des prêtres réfractaires, et écrit à la Convention pour demander des forces destinées à disperser les rebelles d'Ille-et-Vilaine.
Élu, le 21 vendémiaire an IV, député du Morbihan au Conseil des Cinq-Cents, à la pluralité des voix sur 132 votants, il sort du Conseil l'année suivante, et est nommé commissaire du Directoire exécutif près l'administration centrale du Morbihan. Il quitte ces fonctions après son élection le 20 germinal an VII au Conseil des Anciens comme député du Morbihan, et, favorable au coup d’État de brumaire, est choisi par le Sénat conservateur comme député de son département au nouveau Corps législatif, le 4 nivôse an VIII. Sorti du Corps législatif en l'an XI, il est nommé juge d'instruction à Vannes et conseiller général du Morbihan. Il adhère à l'Acte additionnel pendant les Cent-Jours, et est atteint de ce chef par la loi du 12 janvier 1816. Contraint à l'exil, il se retire d'abord à Jersey, puis en Prusse, et enfin en Belgique, à Alost, d'où il demande au gouvernement, en 1818, l'autorisation de rentrer en France, qui lui est accordée par une ordonnance royale du 25 mai 1819.

## Mandats
- 30/08/1791 - 20/09/1792 : Morbihan - Majorité réformatrice
- 05/09/1792 - 26/10/1795 : Morbihan - Gauche
- 13/10/1795 - 20/05/1797 : Morbihan - Gauche
- 25/12/1799 - 01/07/1803 : Morbihan

## Sources
- Assemblée nationale - Biographie
- Dictionnaire des parlementaires français, Adolphe Robert, Edgar Bourloton et Gaston Cougny, tome 4, Lav-Pla, Bourloton éditeur, Paris, 1889.

## Autres liens
- Votes sur la mort de Louis XVI